# Optum-Kelly Benefit Strategies/Saison 2015
Dieser Artikel listet Erfolge und Fahrer des Radsportteams Optum-Kelly Benefit Strategies in der Saison 2015 auf.

## Erfolge in der UCI America Tour
In den Rennen der Saison 2015 der UCI America Tour gelangen die nachstehenden Erfolge.
| Datum     | Rennen                                    | Kat. | Fahrer           |
| --------- | ----------------------------------------- | ---- | ---------------- |
| 30. April | 2. Etappe Tour of the Gila                | 2.2  | Eric Young       |
| 1. Mai    | 3. Etappe Tour of the Gila (EZF)          | 2.2  | Tom Zirbel       |
| 3. Mai    | 5. Etappe Tour of the Gila                | 2.2  | Michael Woods    |
| 30. Mai   | 3. Etappe Grand Prix Cycliste de Saguenay | 2.2  | Pierrick Naud    |
| 28. Juni  | Kanadische Meisterschaft – Straßenrennen  | CN   | Guillaume Boivin |
| 12. Juli  | White Spot / Delta Road Race              | 1.2  | Eric Young       |
| 6. August | 4. Etappe Tour of Utah                    | 2.HC | Eric Young       |
| 7. August | 5. Etappe Tour of Utah                    | 2.HC | Michael Woods    |

## Erfolge in der UCI Europe Tour
In den Rennen der Saison 2015 der UCI Europe Tour gelangen die nachstehenden Erfolge.
| Datum   | Rennen                                              | Kat. | Sieger        |
| ------- | --------------------------------------------------- | ---- | ------------- |
| 1. März | Clássica Internacional Loulé                        | 1.2  | Michael Woods |
| 8. März | 2. Etappe Troféu Alpendre Internacional do Guadiana | 2.2  | Ryan Anderson |

## Erfolge beim Cyclocross
In den Rennen der Saison 2014/15 der Cyclocross Tour gelangen die nachstehenden Erfolge.
| Datum        | Rennen                                          | Kat. | Fahrer       |
| ------------ | ----------------------------------------------- | ---- | ------------ |
| 23. November | Super Cross Cup 2, Stony Point                  | C2   | Kerry Werner |
| 30. November | Baystate Cyclo-cross Day 2, Sterling            | C2   | Kerry Werner |
| 13. Dezember | North Carolina Grand Prix Day 1, Hendersonville | C2   | Kerry Werner |
| 14. Dezember | North Carolina Grand Prix Day 2, Hendersonville | C2   | Kerry Werner |

## Zugänge – Abgänge
| Zugänge          | Team 2014        | Abgänge          | Team 2015          |
| ---------------- | ---------------- | ---------------- | ------------------ |
| Guillaume Boivin | Cannondale       | Carter Jones     | Team Giant-Alpecin |
| Phil Gaimon      | Garmin Sharp     | Emerson Oronte   | Team SmartStop     |
| Michael Woods    | 5-Hour Energy    | Alex Candelario  | Karriereende       |
| Pierrick Naud    | Garneau-Québecor | Michael Friedman | Karriereende       |
| Curtis White     |                  |                  |                    |
| Cameron Dodge    |                  |                  |                    |

## Mannschaft
| Name                 | Geburtstag         | Nationalität |
| -------------------- | ------------------ | ------------ |
| Ryan Anderson        | 22. Juli 1987      | Kanada       |
| Jesse Anthony        | 12. Juni 1985      | USA          |
| Guillaume Boivin     | 25. Mai 1989       | Kanada       |
| Christopher Clements | 22. Oktober 1989   | USA          |
| Cameron Dodge        | 10. Oktober 1991   | USA          |
| Phil Gaimon          | 28. Januar 1986    | USA          |
| Mitchell Hoke        | 14. März 1988      | USA          |
| Charles Bradley Huff | 5. Februar 1979    | USA          |
| Joseph Kukolla       | 30. Juli 1989      | USA          |
| Pierrick Naud        | 26. Januar 1991    | Kanada       |
| Will Routley         | 23. Mai 1983       | Kanada       |
| Bjorn Selander       | 28. Januar 1988    | USA          |
| Thomas Soladay       | 20. August 1983    | USA          |
| Kerry Werner         | 27. März 1991      | USA          |
| Curtis White         | 25. September 1995 | USA          |
| Michael Woods        | 12. Oktober 1986   | Kanada       |
| Eric Young           | 26. Februar 1989   | USA          |
| Tom Zirbel           | 30. Oktober 1978   | USA          |
| Scott Zwizanski      | 29. Mai 1977       | USA          |